# Château d'Origny
Ne pas confondre avec le château d'Origny (Côte-d'Or).
Le château d'Origny est un château situé à Neuvy, en France.

## Localisation
Le château est situé sur la commune de Neuvy, dans le département de l'Allier, en région Auvergne-Rhône-Alpes. 

## Description
Le château d'Origny se présente actuellement comme un logis carré, de style néogothique, qui fut bâti en 1875. Les douves sèches entouraient l'ancien manoir. La grange est à pans de bois et briques bicolores.

## Historique
En 1226, Ponce, abbé de Sept-Fons, délaissa à Gilbert d'Origny tout ce qu'il possédait dans la paroisse de Neuvy. En 1557, le seigneur d'Origny était Antoine de Jaligny, puis vers 1630, un bourgeois moulinois, Nicolas Quignault, époux de Jeanne Aubery, fille du seigneur d'Ardenne à Autry, puis vers 1637 un membre de la famille Heulard. En 1742, un procureur du roi au bureau des finances et maire de Moulins, Charles Auguste Olivier des Palières, était propriétaire d'Origny ; son fils, lieutenant général en la chambre du domaine du Bourbonnais, émigra et ses biens furent confisqués et vendus. Un banquier moulinois acheta la terre d'Origny ; son fils, Pierre Gabriel Anatole Guillaume-Grandpré, fut maire de Neuvy de 1871 à 1881 et fit rebâtir le château[réf. souhaitée]. 